# Chiến nào, ma kia!
Hey Ghost, Let's Fight (tiếng Hàn: 싸우자 귀신아; Romaja: Ssauja Gwisin-a) là một bộ phim truyền hình Hàn Quốc có sự góp mặt của Ok Taecyeon, Kim So-hyun và Kwon Yul. Đây là bộ phim được dựng lại dựa trên bộ Webtoon cùng tên nổi tiếng được phát hành trên Naver từ năm 2007 đến năm 2010. Bộ phim lên sóng thay thế cho Lại là em Oh Hae-young trên kênh tvN vào khung giờ 23:00 (KST) thứ Hai, thứ Ba hàng tuần. Phim gồm 16 tập và bắt đầu lên sóng từ ngày 11 tháng 7 năm 2016.

## Nội dung
Kim Hyun-ji (Kim So-hyun thủ vai) là một học sinh Trung học chỉ biết học suốt ngày. Cho đến một hôm nọ cô chết trong một vụ tai nạn giao thông, một ngày trước kì thi Đại học khiến cô trở thành ma khó siêu thoát. Hyun-ji lang thang khắp nơi, rồi một hôm cô gặp Park Bong-pal (Ok Taec-yeon thủ vai), một chàng trai trẻ có thể nhìn thấy và giao tiếp với ma quỷ. Anh ta làm công việc trừ tà để kiếm tiền và luôn luôn lắng nghe câu chuyện của những con ma để giúp họ có thể siêu thoát sang thế giới bên kia một cách nhẹ nhàng. Từ đó hai người cùng nhau đi trừ tà và giữa họ dần dần nảy sinh tình cảm vô cùng đặc biệt.

## Diễn viên

### Diễn viên chính
- Ok Taec-yeon vai Park Bong-pal[5][6]
  - Lee Seung-woo vai Bong-pal hồi nhỏ

Một chàng trai 23 tuổi, sinh viên năm 2 khoa kinh tế và là một người trừ tà. Anh có khả năng nhìn thấy và tương tác với ma quỷ. Chính vì vậy mà Bong-pal luôn tránh mọi người, thích ở một mình trước khi gặp Hyun-ji.
- Kim So-hyun vai Kim Hyun-ji[7][8]

Một cô gái chết từ năm 19 tuổi khi đang học Trung học và trước ngày thi đại học, trở thành ma và không thể siêu thoát. Cô không nhớ được điều gì xảy ra trước cái chết của mình. Hyun-ji có khả năng nhìn thấy lý do cái chết của những con ma, điều này giúp Bong-pal có thể siêu thoát họ về thế giới bên kia.
- Kwon Yul vai Joo Hye-sung[9]

Một người đàn ông 31 tuổi, một tiến sĩ thú y và bác sĩ phẫu thuật. Anh ta sở hữu một phòng khám ở Gangnam nhưng chuyển đi không rõ lý do. Hye-sung có vẻ có thể nhìn thấy Hyun-ji vì anh ta từng tránh cô và có thể đã gặp Myung-cheol từ trước.

### Diễn viên phụ

#### Những người xung quanh Bong-pal
- Kim Sang-ho vai nhà sư Myung-cheol[10]

Một nhà sư, thầy trừ tà 55 tuổi.Có quan hệ với gia đình Bong-pal
- Kim Min-sang vai Park Ji-hoon

Một người đàn ông 54 tuổi, bố của Bong-pal. Giữa anh và bố có mối quan hệ không được tốt và không rõ lý do.
- Son Eun-seo vai Hong Myung-hee

Mẹ của Bong-pal. Cô ấy bị đẩy bởi một làn khói đen kì lạ và bị ô tô đâm chết. Ở đám tang của mình, cô xuất hiện trước mặt Bong-pal như một con ma đầy thù hằn, nhưng hóa ra cô là một con ma tốt.
- Lee David vai Kim In Rang

#### Những người xung quanh Hye-sung
- N/A vai Joo Yong-man

Một người đàn ông 53 tuổi, dượng của Hye-sung.
- N/A as Kang Eui-sook

Một người phụ nữ 53 tuổi, mẹ kế của Hye-sung.
- N/A as Yoo Jeong-tae

Một chàng trai 29 tuổi, bạn của Hye-sung.

#### Những người xung quanh Hyun-ji
- N/A as Seo Jeong-geum

Một người phụ nữ 48 tuổi, mẹ của Hyun-ji.

#### Khác
- Park Gyu-young vai Lee Se-in

## Nhạc phim

### Nhạc phim phần 1
| STT              | Nhan đề                                  | Artist                   | Thời lượng |
| ---------------- | ---------------------------------------- | ------------------------ | ---------- |
| 1.               | "I Can Only See You (너만 보여)"         | Ryu Ji-hyun & Kim Min-ji | 3:03       |
| 2.               | "I Can Only See You (너만 보여)" (Inst.) |                          | 3:03       |
| Tổng thời lượng: | Tổng thời lượng:                         | Tổng thời lượng:         | 6:06       |

### Nhạc phim phần 2
| STT              | Nhan đề                | Artist           | Thời lượng |
| ---------------- | ---------------------- | ---------------- | ---------- |
| 1.               | "Midnight Run"         | Pia              | 3:16       |
| 2.               | "Midnight Run" (Inst.) |                  | 3:16       |
| Tổng thời lượng: | Tổng thời lượng:       | Tổng thời lượng: | 6:32       |

### Nhạc phim phần 3
| STT              | Nhan đề                             | Artist                    | Thời lượng |
| ---------------- | ----------------------------------- | ------------------------- | ---------- |
| 1.               | "Coincidence (우연한 일들)"         | Kim So-hee & Song Yoo-bin | 4:03       |
| 2.               | "Coincidence (우연한 일들)" (Inst.) |                           | 4:03       |
| Tổng thời lượng: | Tổng thời lượng:                    | Tổng thời lượng:          | 8:06       |

### Nhạc phim phần 4
| STT              | Nhan đề                                | Artist               | Thời lượng |
| ---------------- | -------------------------------------- | -------------------- | ---------- |
| 1.               | "Console Myself (나를 위로해)"         | Rocoberry (로코베리) | 3:30       |
| 2.               | "Console Myself (나를 위로해)" (Inst.) |                      | 3:30       |
| Tổng thời lượng: | Tổng thời lượng:                       | Tổng thời lượng:     | 7:00       |

### Nhạc phim phần 5
| STT              | Nhan đề              | Artist           | Thời lượng |
| ---------------- | -------------------- | ---------------- | ---------- |
| 1.               | "Dream (꿈)"         | Kim So-hyun      | 3:33       |
| 2.               | "Dream (꿈)" (Inst.) |                  | 3:33       |
| Tổng thời lượng: | Tổng thời lượng:     | Tổng thời lượng: | 7:06       |

### Nhạc phim phần 6
| STT              | Nhan đề          | Artist           | Thời lượng |
| ---------------- | ---------------- | ---------------- | ---------- |
| 1.               | "U & I"          | Sumin (수민)     | 3:32       |
| 2.               | "U & I" (Inst.)  |                  | 3:32       |
| Tổng thời lượng: | Tổng thời lượng: | Tổng thời lượng: | 7:04       |

## Tỉ lệ người xem
Trong bảng phía dưới, số màu xanh biểu thị tập có tỉ lệ người xem thấp nhất và số màu đỏ biểu thị tập có tỉ lệ người xem cao nhất.
| Tập #      | Ngày phát sóng      | Trung bình khán giả chia sẻ | Trung bình khán giả chia sẻ | Trung bình khán giả chia sẻ |
| Tập #      | Ngày phát sóng      | Tỉ lệ AGB Nielsen           | Tỉ lệ AGB Nielsen           | Tỉ lệ TNmS                  |
| Tập #      | Ngày phát sóng      | Cả nước                     | Vùng thủ đô Seoul           | Cả nước                     |
| ---------- | ------------------- | --------------------------- | --------------------------- | --------------------------- |
| 1          | 11 tháng 7 năm 2016 | 4.055%                      | 5.228%                      | 3.6%                        |
| 2          | 12 tháng 7 năm 2016 | 4.063%                      | 4.473%                      | 4.2%                        |
| 3          | 18 tháng 7 năm 2016 | 3.515%                      | 4.237%                      | 3.4%                        |
| 4          | 19 tháng 7 năm 2016 | 3.866%                      | 3.937%                      | 3.7%                        |
| 5          | 25 tháng 7 năm 2016 | 3.493%                      | 3.559%                      | 3.0%                        |
| 6          | 26 tháng 7 năm 2016 | 3.379%                      | 4.143%                      | 4.2%                        |
| 7          | 1 tháng 8 năm 2016  | 2.393%                      | 2.122%                      | 3.6%                        |
| 8          | 2 tháng 8 năm 2016  | 3.668%                      | 3.555%                      | 5.1%                        |
| 9          | 8 tháng 8 năm 2016  | 2.848%                      | 3.100%                      | 3.4%                        |
| 10         | 9 tháng 8 năm 2016  | 3.630%                      | 4.202%                      | 4.3%                        |
| 11         | 15 tháng 8 năm 2016 | 3.029%                      | 3.883%                      | 3.6%                        |
| 12         | 16 tháng 8 năm 2016 | 3.178%                      | 3.800%                      | 3.7%                        |
| 13         | 22 tháng 8 năm 2016 | 2.135%                      | 1.824%                      | 2.3%                        |
| 14         | 23 tháng 8 năm 2016 | 3.492%                      | 3.893%                      | 4.1%                        |
| 15         | 29 tháng 8 năm 2016 | 3.247%                      | 4.092%                      | 3.3%                        |
| 16         | 30 tháng 8 năm 2016 | 4.311%                      | 4.755%                      | 5.3%                        |
| Trung bình | Trung bình          | 3.394%                      | 3.800%                      | 3.8%                        |

Chú ý: Bộ phim được phát sóng trên truyền hình cáp/truyền hình trả phí, thường có số khán giả thấp hơn so với truyền hình miễn phí/phát sóng công cộng (KBS, SBS, MBC, EBS).